# Insurgencia en el nordeste de Paraguay
La insurgencia en Paraguay es un conflicto armado de baja escala que consiste principalmente en escaramuzas de las fuerzas armadas y la policía nacional contra grupos de guerrilleros y muy recientemente con organizaciones paramilitares del crimen organizado y narcotraficantes.Sin embargo, los grupos del crimen organizado se enfrentan y compiten entre sí por sus propias zonas de influencias y rutas de narcotráfico.

## Historia

### Fondo
La caída de la dictadura de Stroessner en Paraguay en 1989, impulsó el rápido desarrollo de grupos políticos de izquierda previamente prohibidos y perseguidos en el país. En 1990, el actual líder del EPP, Oviedo Britez, ingresó a la facultad de teología de la Universidad Católica de Asunción.

### Formación del EPP
En 1992, Britez fue expulsado del curso de estudios de teología y se interesó cada vez más en el cambio político a través de la lucha armada revolucionaria. Britez, Juan Arrom Suhurt y la prometida de Britez, Carmen Villalba, pronto crearon el núcleo del Partido Patria Libre, precursor del Ejército del Pueblo Paraguayo.
Entre 1995 y 1996 Britez y Villalba supuestamente recibieron entrenamiento militar del Frente Patriótico Manuel Rodríguez un movimiento insurgente de Chile.
En 1997 PPL llevó a cabo su primer acto de expropiación al intentar sin éxito un robo a un banco en el pueblo de Choré. Los seis ladrones fueron detenidos por una unidad de policía local y luego recibieron una sentencia de tres años. Tras la liberación de sus miembros a principios de 2000, PPL lanzó una campaña de reclutamiento y adoptó el secuestro como su principal fuente de financiación.
Su primera acción significativa fue el secuestro en 2001 de María Edith Bordón de Debernardi. Su esposo, el empresario Antonio Debenardi, pagó un millón de dólares por su liberación. El 2 de julio de 2004, la policía capturó a Oviedo Britez y Carmen Villalba en la ciudad Ñemby, en las afueras de Asunción. A la detención siguió un allanamiento a la casa de la pareja en la ciudad de San Lorenzo; se incautaron materiales de inteligencia y manuales de operaciones. Tras la detención de Britez y Villalba, Osmar Martínez y Osvaldo Villalba se convirtieron en los nuevos comandantes de campo del EPP.

### Acciones Principales
En 2004, el grupo secuestró a Cecilia Cubas, la hija del expresidente de Paraguay Raúl Cubas. A pesar de recibir un rescate del montó de 300.000 dólares, los secuestradores la mataron. Después de que el PPL fuera desmantelado por las fuerzas de seguridad en 2005, varios miembros decidieron formar un nuevo grupo con el que continuar la lucha armada, adoptando su nombre actual en 2008.
La ideología del EPP se esbozó por primera vez en un libro titulado «Revolución franciscana del siglo XXI», escrito por Britez en prisión. El libro lleva el nombre de José Gaspar Rodríguez de Francia, un gobernante caracterizado por haber sido autoritarista en su mandato de Paraguay entre 1813 y 1840, e incorpora elementos del bolivarianismo, el socialismo y el marxismo-leninismo. La guerrilla rechaza el modelo de desarrollo económico de Paraguay, basado en las grandes explotaciones de poderosos terratenientes, la mayoría de los cuales cultivan soja transgénica. De base rural, el EPP opera en el país que según la Cepal (los datos son de 2011) posee la mayor concentración de la tierra en América Latina: el 1% de los propietarios controla el 77% de las áreas productivas y un 40% de los agricultores apenas el 1%. Unos 300 mil campesinos no tienen tierras propias donde 351 hacendados se han hecho de 9,7 millones de hectáreas. Entre la población rural, el 45% es pobre y el 30% muy pobre.
Según los informes, la mayoría de los miembros del EPP pertenecían a ocho familias. A pesar de su tamaño limitado, el EPP cuenta con el apoyo popular de la población local en las áreas que controla, debido a ello, conforme pasan los años, los números de militantes en las filas del EPP siguieron aumentando.
Según Galeano Perrone, analista político y exministro, la guerrilla «goza de cierta popularidad en las regiones pobres abandonadas por el Estado, y los miembros del PPE suelen ser vistos como Robin Hoods, redistribuyendo la riqueza».
El grupo guerrillero se financia principalmente mediante el cobro de «impuestos revolucionarios» a los terratenientes y el secuestro de personas prominentes para obtener un rescate. Las autoridades la han acusado de estar implicada en el tráfico de drogas, pero esto ha sido refutado por estudios independientes.

#### Enfrentamiento en Curuguaty
Fue un enfrentamiento armado violento que tuvo lugar el 15 de junio de 2012, alrededor de las 07:30 A. m., entre personales del Grupo Especial de Operaciones (GEO) de la Policía Nacional del Paraguay y campesinos armados irregulares que se encontraban ocupando desde hacía casi un mes, una tierra/terreno disputado, conocida como Campos Morumbí, ubicada en la ciudad de Curuguaty, Departamento de Canindeyú, al norte de Paraguay.
El combate dejó muchas bajas entré ellos el fallecimiento de 17 personas (6 policías y 11 campesinos), también dejó más de 80 heridos y alrededor de 60 detenidos. 
Causó la destitución del Ministro del Interior de turno, Carlos Filizzola, también la destitución del Comandante de la Policía Nacional, Paulino Rojas. Terminó por ser una de las causas de la crisis política en Paraguay de 2012, con el posterior enjuiciamiento y destitución del presidente de la república Fernando Lugo. 
Fuentes policiales dijeron que los efectivos fueron emboscados cuando intentaban establecer las tratativas de desalojo, sospechándose que miembros del Ejército del Pueblo Paraguayo estaban infiltrados entre los campesinos.

### Hechos posteriores
Además del uso de secuestros, el EPP también se dedicaba al robo de ganado, la extorsión, las operaciones de robos grandes y las operaciones de tráfico de drogas. Este último fue facilitado con la ayuda de las FARC aunque inicialmente el EPP solo extorsionaba a los productores de drogas, los informes indican la presencia de plantaciones de marihuana propias del EPP. Un comunicado del EPP negó cualquier participación en el narcotráfico, acusando al gobierno de propaganda. En agosto de 2014, los miembros del EPP Albino Larrea y Alfredo Jara Larrea formaron una facción disidente conocida como Agrupación Campesina Armada. La fuerza inicial de ACA ascendía a 13 combatientes, pero hasta cinco de sus combatientes supuestamente murieron en combates con las fuerzas de seguridad en septiembre de 2014. La ACA desapareció en 2016 después de que el ejército abatieran en combate al resto de sus militantes en 2015. Se formó una facción disidente adicional del EPP llamada Ejército de Mariscal López (EML), algunos de los miembros del grupo reconstituyeron más tarde la nueva ACA en 2017.
En 2015, el excompañero de los fundadores del EPP y exdiputado Cristóbal Olazar criticó al gobierno paraguayo por utilizar al EPP como un recurso y por no intentar honestamente acabar con su existencia. Argumenta que el gobierno usa su existencia como excusa para ampliar los recursos gubernamentales y funcionarios corruptos participan en el narcotráfico del EPP, mientras tal grupo se sigue fortaleciendo en el norte del país.
Para 2018, el EPP comenzó a realizar ataques contra las comunidades menonitas ubicadas en áreas estratégicas para el tráfico de marihuana. Estas áreas también son disputadas por las bandas brasileñas Comando Vermelho y Primeiro Comando da Capital.
Según un funcionario de la diócesis de Concepción, las autoridades paraguayas utilizan el pretexto del «terrorismo» del EPP para criminalizar todas las reivindicaciones económicas y sociales de los campesinos. Sindicalistas campesinos son asesinados por el ejército y presentados como guerrilleros, mientras que las familias se ven obligadas a marcharse debido a las actividades militares y a entregar sus tierras a los grandes terratenientes o a las empresas brasileñas. Según el sacerdote Benjamín Valiente, cercano al movimiento sindical campesino, «el problema es que el PPE tiene las mismas reivindicaciones que las agrupaciones campesinas. Contra la deforestación, contra las fumigaciones y hostil a los grandes terratenientes, la organización armada afirma en sus comunicados que lucha por el pueblo y contra los oligarcas. Pero sus acciones nos perjudican siempre. Justifican el discurso de la seguridad y la militarización de la región».

## Guerra contra el narcotráfico en Paraguay

#### Atentado en Pedro Juan Caballero
En junio de 2016, en la ciudad Pedro Juan Caballero, fronteriza con Brasil, ocurre un atentado contra el empresario y acusado de narco, Jorge Rafaat, que fue asesinado por varios hombres armados que atacaron su convoy de seguridad de 3 vehículos, con un vehículo artillado con una ametralladora Browning M2 Cal.50, desencadenando un breve e intenso enfrentamiento que dejó también un par de heridos, este evento fue relacionado con el PCC, 

#### Asalto a Prosegur
El 24 de abril de 2017 se produjo un robo al estilo militar en la oficina de Prosegur en Ciudad del Este, ciudad fronteriza de Paraguay con Brasil. El hecho ha sido denominado «el robo del siglo» y «mega-robo» por los medios de comunicación, y es el «mayor atraco en la historia de Paraguay».
Durante la noche, entre 50 y 80 ladrones fuertemente armados cerraron el perímetro de la oficina con autos, durante un asalto de tres horas, al parecer pudieron acceder al menos a una de las tres bóvedas de la empresa. Un oficial de policía murió y varias personas resultaron heridas. Se cree que los ladrones se llevaron entre 8 y 40 millones de dólares estadounidenses. Según Prosegur, de una bóveda faltaban US$8 millones. Las autoridades han asumido que los ladrones procedían y regresaron a Brasil, donde se encontró una aparente casa de operaciones al otro lado de la frontera en Foz do Iguaçu. Se informó que un subgrupo de ladrones fue interceptado en Itaipulandia, lo que resultó en un tiroteo durante el cual tres sospechosos murieron y cuatro fueron arrestados. Sospechosos adicionales fueron arrestados en Paraná. La policía paraguaya sospecha que el Primer Comando Capital (PCC), una banda criminal brasileña, puede estar detrás del robo.
Varios jefes policiales de Ciudad del Este fueron despedidos tras el robo del ministro del Interior.
Después de los hechos de 2017 en Ciudad del Este, Paraguay, que anteriormente ya tenía la presencia y bases de bandas narcotraficántes, empezaría un cambio radical hacia la violencia generalizada con un aumento notable de ataques armados, tanto a edificios civiles, sicariatos y enfrentamientos entre bandas rivales.

#### Motines en cárceles de 2019
2019, se convertiría en el año clave del conflicto narco en el país, ese mismo año, ocurrirían varios motines en cárceles paraguayas que se saldó con diez muertos y varios heridos, principalmente se hicieron notar las amenazas entre los miembros de las bandas del Clan Rotela y el Primer Comando Capital. Así también, se revela que presos del Comando Vermelho participaron en los motines.

#### Asalto al banco Visión de Liberación
Ese mismo año 2019, ocurre un nuevo asalto armado al banco visión de la ciudad de Liberación, donde alrededor de 50 hombres armados actuaron con el mismo modus operandi como lo ocurrido en prosegur, con tiroteos con las fuerzas de seguridad y uso de explosivos. Durante los enfrentamientos un civil perdió la vida y otro resultó herido.

#### 2020-presente
Para el año 2020 con el inicio de la pandemia, la falta de oportunidades, la pobreza, la falta de seguridad y la corrupción política son las causantes de que el país viviera el aumento del narcotráfico a nivel nacional, con cientos de campos de mariguana, rutas ilegales de contrabando, así como la entrada y formación nuevos grupos delictivos.
También se habla del aumento notable de armamento entre la población civil, causa del tráfico de armas ilegal dominante en la última década en la zona de la triple frontera, que según la dimabel en 2004 tenían un índice de alrededor de cuatrocientas mil (+-400.000) armas registradas. Años después entre 2013 y 2018 Paraguay importaría seiscientos cincuenta mil armas (+-650.000) armas al país, un aumentó del 163%.
En septiembre de 2019, el narco Jorge Teófilo Samudio, alias Samura, ligado al Comando Rojo (Comando Vermelho) fue rescatado durante una emboscada a una caravana de la policía cerca de un barrio marginal al norte de Asunción, luego del tiroteo, un policía perdió la vida y prendieron fuego a varios autos, logrando que Samura escape con éxito durante la emboscada.
Entre 2019 y 2022 se hicieron evidentes la presencia de células yihadistas de la milicia chiita Hezbollah en la triple frontera, así también la Senad paraguaya dio conocer también las primeras células del cartel de sinaloa en el país operando.
En 2022, ocurrieron dos asaltos armados a bancos con uso de explosivos, incendio de vehículos y disparos a focos de iluminación pública, el primero en septiembre en la colonia de Pirapó y el segundo en diciembre en la localidad de Kressburgo, ambos en el departamento de Itapúa, dejando ambos bancos parcialmente destruidos, sin ninguna víctima civil.
Para 2023, es recurrente en el país ver noticias sobre campamentos de droga desmantelados, tiroteos y el evidente paramilitarismo de algunas bandas de narcos, influenciados sobre sus pares los carteles en México y los comandos en las favelas de Brasil. El cual convierte a estas bandas en un peligro mayor que las propias guerrillas en el norte. 
Para marzo de 2023, estalla una guerra de clanes entre el clan Rotela y el clan Ledesma, dejando al PCC como tercera fuerza partícipe. El 10 de junio de 2023, Paraguay con apoyo de Brasil iniciaron la operación conjunta «Nueva Alianza 38» en Canindeyú con el fin de destruir los campos de mariguana en la frontera, logrando sacar de circulación 836 toneladas de marihuana y 68 campamentos narcos para el 1 de julio, fecha final de la operación.
El 10 de julio de 2023, el ministerio público y la senad ejecutaron la operación «Pavo Real», se realizaron 29 allanamientos en Asunción, Central, Amambay y Concepción, con el objetivo de poner a disposición del estado bienes vinculados a Jarvis Chimenes Pavão. Fueron incautados bienes inmuebles por valor aproximado a 150 millones de dólares y 12 personas fueron detenidas, de acuerdo al informe de la Senad.
El 12 de julio de 2023, la policía nacional paraguaya detuvó a 4 personas, 2 de ellas siendo integrantes de una célula de la mafia italiana Ndrangheta en el país.
El 8 de septiembre, Reinaldo Cabañas, alias «Cucho», fue puesto en prisión domiciliaria tras estar preso 5 años en una penitenciaria. La causa de su liberación de la cárcel fue la falta de evidencias de su caso, pese a las acusaciones de liderar un clan de narcotráfico y lavado de dinero en la frontera con Brasil.

## Conflicto por las tierras
En paraguay existe un tercer conflicto aparte del conflicto guerrillero y narcotraficante, el conflicto por las tierras, cerca de ocho millones de hectáreas de tierras paraguayas fueron repartidas entre más de 3.300 familias afines al gobierno durante el periodo de la dictadura de Stroessner, un caso de usurpación conocido como el de las «tierras malhabidas», que privó a muchas familias de los recursos necesarios para su subsistencia.
Después de la caída de la dictadura por el golpe de Estado de 1989, los campesinos y comunidades nativas iniciaron un proceso de ocupación de tierras (según el gobierno) o recuperación de tierras (según los civiles), luego de dicho proceso, alrededor de 30 años después los afectados lograron crear asentamientos, aldeas y pueblos, con puestos de salud, escuelas, iglesias, etc. El problema es que la solución de las tierras malhabidas seguiría sin resolverse hasta el presente.
El modelo económico que se ha impuesto en casi todo el Paraguay. En 2015, según la Organización de las Naciones Unidas para la Alimentación y la Agricultura (FAO), el 58% de las exportaciones del país fueron de soja, carne y algodón. Sólo la soja ocupa el 80% de la tierra cultivable, según la ONG Oxfam: «Zonas enteras están contaminadas a causa de las fumigaciones aéreas y la gente enferma en consecuencia».
Muchas tierras en litigio fueron entregados a empresas nacionales y extranjeras, para el rubro de ganadería y agricultura principalmente. Esta situación más deteriorado, llevó a prácticas de desalojo de muchas comunidades asentadas, promovidas por el gobierno y empresarios, en el cual mayoritariamente los derechos humanos son violados, llevando a los afectados a resistir de diferentes formas a los desalojos, mayoritariamente con protestas pacíficas hasta rara vez la resistencia armada. Un hecho muy conocido entre los paraguayos asociado a desalojos y resistencia armada fueron los hechos en Curuguaty en el cual hubo varios muertos, heridos y presos en ambas partes.
Actualmente los desalojos se siguen realizando, algunos incluso llegando a episodios de violencia armada. Indirectamente se teoriza que los miles de afectados que dejan los desalojos, así como las comunidades que aun resisten a tales prácticas, se organizan en distintos movimientos armados, relacionados con la creciente violencia armada en todo el norte de la región oriental del Paraguay, algunos uniéndose a las guerrillas y otros a los narcotraficantes, participando en ataques armados, propaganda y amenazas a empresas de dichas tierras, disuadiendo a policías y militares de participar en desalojos en esfuerzo de evitar muertes innecesarias. En Paraguay existe una ley que criminaliza la lucha por la tierra llamado popularmente «Ley Zavala Riera».
En redes sociales se llegan a observar los desalojos de civiles y sus asentamientos, en la cual muchas veces son reprimidos con la policía y violentados, algunas de ellas se puede evidenciar el incendio o demolición de hogares, destrucción de cultivos, requisición de ganado, etc.
Según datos del Observatorio Agronegocio, Tierra y Derechos Humanos más de seis mil personas sufrieron desalojos entre septiembre del 2021 y agosto del 2022.

## Línea de tiempo (guerrillas)

### 2005-2009
- El 27 de agosto de 2005, un par de policías encontraron una columna del PPE en el área de Yasy Cañy, Canindeyú. La escaramuza resultante dejó un policía muerto.
- El 31 de julio de 2008, un grupo de cinco militantes secuestró al dueño de la granja Luis Alberto Lindstron; el incidente tuvo lugar en la zona de Kuruzú de Hierro. Dos rebeldes resultaron heridos después de un tiroteo con las fuerzas de seguridad que tuvo lugar cuando los secuestradores se retiraban.
- El 12 de septiembre de 2008, Alberto Lindstron fue liberado del cautiverio después de que sus familiares pagaron un rescate de $ 120,000.
- 1 de agosto de 2009, la policía descubrió un campamento forestal EPP en el departamento de Concepción. Los ocupantes lograron escapar después de disparar brevemente. Se incautaron alimentos, planes para actividades futuras y aproximadamente $ 27,900.[60]
- 29 de agosto de 2009, EPP detonó un dispositivo explosivo en el Palacio de Justicia de Paraguay. La explosión causó daños menores a la propiedad.[61]
- El 15 de octubre de 2009, los insurgentes secuestraron a Fidel Zavala, un ranchero de la región de Concepción. Antes de partir, los rebeldes atraparon el vehículo de Zavala; dos policías resultaron heridos mientras investigaban su desaparición.
- 31 de diciembre de 2009: los miembros del PPE atacaron un pequeño puesto militar en el departamento San Pedro, robando armas y quemándolas hasta el suelo.[62][63]

### 2010
- A principios de enero de 2010, Fidel Zavala fue liberado del cautiverio luego de un rescate de $ 550,000. Treinta reses también se distribuyeron entre las comunidades pobres de Concepción.[63]
- 21 de abril de 2010 - Las secuelas de un tiroteo entre miembros del PPE y las fuerzas de seguridad en Arroyito dejan un policía y tres guardias privados muertos.[64]
- Mayo de 2010: cuatro guardias de seguridad fueron asesinados por EPP después de descubrir accidentalmente un campamento de EPP. Después del incidente, se declaró un estado de emergencia de 30 días en cinco provincias, con 3.000 soldados y policías desplegados para combatir a los rebeldes.
- 17 de junio del 2010: En la zona rural boscosa de San Roque de Kurusu del Hierro, Concepción, Paraguay, al menos cinco guerrilleros armados dispararon contra 50 policías, mataron a dos policías e hirieron al menos a un miembro de la guerrilla, cuatro civiles y dos niños. Ningún grupo se atribuyó la responsabilidad, aunque las autoridades creían que el Ejército Popular de Paraguay (PPE) era responsable, y que posiblemente los líderes del PPE llevaron a cabo el ataque.[65][66][67]
- 29 de julio de 2010, en un enfrentamiento en Agua Dulce, Departamento de Alto Paraguay miembro del EPP Severiano Martínez es asesinado en un tiroteo con la policía, pero se sospecha de una ejecución extrajudicial.[68][69][70]
- 22 de septiembre de 2010 en Alegría,, Hugua Ñandú, Paraguay, un asaltante armado disparó contra una patrulla policial. El ataque dañó las ventanas del vehículo pero no causó víctimas. Ningún grupo se atribuyó la responsabilidad, pero las autoridades sospecharon que el Ejército Popular Paraguayo (PPE) fue el responsable del ataque.[71][72]
- 24 de septiembre de 2010: miembros de alto rango del PPE, Nimio Cardozo y Gabriel Zárate Cardozo fueron asesinados en una operación policial.[73][74]

### 2011
- El 12 de enero del 2011 En la plaza Carlos Antonio López y las instalaciones televisivas  Cerro Cora en el área de Sajonia de Asunción, Central, Paraguay, militantes desconocidos abandonaron dispositivos explosivos improvisados. Posteriormente, la policía descubrió y desactivó el IED de manera segura, evitando que ocurrieran víctimas o daños a la propiedad. Ningún grupo se ha atribuido la responsabilidad, aunque las autoridades creen que el Ejército Popular de Paraguay fue el responsable.[75]
- 17 de enero de 2011: los dispositivos explosivos plantados con EPP hieren a cinco personas en la ciudad de Horqueta.[76]
- 25 de enero de 2011 En San Juan Nepomuceno, Caazapá, Paraguay, el político local, Julio Rubén Pereira, fue secuestrado por militantes del Ejército Popular Paraguayo. El EPP exigió a la familia de Pereira un millón de dólares para su liberación o, como alternativa, exigió que el gobierno paraguayo liberara a Miguel López Perito, líder del Gabinete y del Movimiento 10 de Abril a cambio de Pereira. El 29/01/2011, el sábado a eso de las 0400 de la noche, Peira logró escapar del cautiverio y regresó a casa. El EPP se atribuyó la responsabilidad a través de un correo electrónico.[77][78]
- Abril de 2011: El EPP mata a un oficial de policía y a tres trabajadores del rancho, días después Jesús Ortiz, coordinador de logística del EPP, es capturado.[79]
- Julio de 2011: el EPP se atribuyó la responsabilidad del sabotaje en una granja en el departamento de Concepción, en el que se destruyó la maquinaria agrícola.
- 21 de septiembre de 2011: dos policías son asesinados después de que un grupo de militantes del PPE atacan su puesto de avanzada cerca de Horqueta con explosivos y armas automáticas. Según los informes, los insurgentes robaron armas y municiones del campamento antes de huir.[80]

### 2012
- Septiembre de 2012: un policía muere y otro resulta gravemente herido después de un ataque EPP en la ciudad de Azotey.[81]
- 13 de octubre del 2013: Un artefacto explosivo detonó en la propiedad de Arturo Urbieta, el alcalde local, cerca de la ciudad de Horqueta, departamento de Concepción, Paraguay. El dispositivo apuntaba a una torre de transmisión de energía de la Administración Nacional de Electricidad de Paraguay (ANDE) en el área. No hubo víctimas reportadas en la explosión. El Ejército Popular Paraguay clamó responsabilidad del ataque.[82][83][84]
- 16 de noviembre de 2012 - Las autoridades detuvieron a tres miembros de la rama de logística del PPE en el área de Tacuatí.

### 2013
- 19 febrero: Hombres armados abrieron fuego contra Benjamin Lezcano fuera de su casa en Ciudad de Concepción, departamento de Concepción, Paraguay. Lezcano, el líder del Comité de Trabajadores Rurales, murió en el ataque. El Ejército Popular Paraguayo se atribuyó la responsabilidad del incidente.[85][86]
- 21 de abril: una bomba en el camino detonó cerca de una patrulla policial en el área Azotey, departamento de Concepción, Paraguay. Un oficial murió y tres resultaron heridos en el ataque. Asaltantes armados atacaron una estación de policía en el departamento de Concepción, Paraguay. Un atacante murió y dos policías resultaron heridos en el tiroteo que siguió. El ataque fue la respuesta al asesinato de un líder campesino local.[87][88]
- 30 de mayo El ganadero, maderero y ex intendente de Tacuatí, Luis Alberto Lindstron es asesinado.[89]
- Junio 2013 – Un ranchero es asesinado por el EPP.[90]
- Agosto 2013 – Cinco personas fueron asesinadas por presuntos militantes del PPE cerca de San Pedro.[91]
- 15 de agosto – El nuevo presidente de Paraguay, Horacio Cartes, anuncia un asalto al EPP, enviando 400 soldados al norte del país.[92]
- 17 de agosto -  Militantes secuestraron a seis personas de la hacienda Lagunita en el distrito Tacuatí,  Departamento de San Pedro, Paraguay. Los asaltantes mataron a cinco de los secuestrados, pero uno escapó o fue liberado y denunció el incidente a la policía. Los atacantes emboscaron a la policía cuando los oficiales respondieron, hiriendo a un oficial de policía. El Ejército Popular Paraguayo se atribuyó la responsabilidad de este incidente.[93][94][95][96]
- 1 de octubre - Los asaltantes detonaron un IED y abrieron fuego contra un vehículo que transportaba entrenadores de derechos humanos cerca de Tacuatí,  Departamento de San Pedro. Al menos un oficial de policía murió y otras siete personas resultaron heridas en el asalto.[97][98]
- 10 de octubre Guerrilleros detonaron explosivos y abrieron fuego contra vehículos policiales en la ciudad de Horqueta, departamento de Concepción, Paraguay. El jefe de policía Manuel Escurra fue asesinado y otros dos policías resultaron heridos en el ataque. En otro incidente, militantes intentaron secuestrar a un ganadero civil en la ciudad de Horqueta, departamento de Concepción, Paraguay. Se desconoce el resultado del intento de secuestro.[99][100][101]
- 8 de diciembre – Guerrilleros del EPP mataron a un latifundita y a un Sargento Fuerza Aérea Paraguaya en ataques separados.[102][103]

### 2014
- 2 de abril 2 guerrilleros del EPP y un soldado murieron después de un ataque contra una propiedad de propiedad brasileña en la provincia de Concepción. Uno de los dos miembros del EPP fue el tercero al mando del grupo. Los insurgentes lograron secuestrar al hijo de granjeros de 16 años durante su fuga.[104]
- 29 de abril Militants robaron una camioneta con equipo táctico de policía en el distrito de Horqueta, Departamento de Concepción. No hubo víctimas reportadas; sin embargo, los asaltantes robaron teléfonos celulares, efectivo y equipo de policía.[105][106]
- 16 de junio de 2019 - Militantes incendiaron la finca Yaguarate Hu en Tacuatí, Concepción. No hubo víctimas reportadas; sin embargo, el edificio resultó dañado en el ataque.[107][108]
- 4–5 de julio – Un policía fue secuestrado en el norte del país, un día después de que una torre de electricidad fuera atacada con explosivos cerca de Wye en la provincia de Concepción. El ataque interrumpió el suministro de electricidad a aproximadamente 90,000 residentes, la mayoría de ellos en Pedro Juan Caballero en el vecino Departamento de Amambay. Los daños se estimaron en más de $ 1 millón en total.[109][110]
- 27 julio Militantes disparan a un vehículo policial en el área de Arroyito, departamento de Concepción, Paraguay. No hubo víctimas reportadas en el ataque[111]
- 8 September  Una facción se separa del EPP, formando la Agrupación Campesina Armada (ACA), que también lucha contra el gobierno. Dirigido por hermanos, a saber, Albino y Alfredo Jara Larrea, se creía que este grupo dividido contaba con alrededor de 13 combatientes en el momento de su fundación.
- 6 agosto - Guerrilleros secuestraron dos ciudadanos japoneses en el área del Chinguelo, Amambay. Ambas víctimas fueron liberadas tres horas después después de pagar un rescate de $ 50,000. El Ejército Popular Paraguayo se atribuyó la responsabilidad del incidente.[112][113]
- 3-5 septiembre - Guerrilleros incendian el rancho La Novia animal en Arroyito  Concepción.o hubo víctimas reportadas en el ataque. Dos días después, militantes atacaron el corral de animales La Novia en la aldea de Arroyito, departamento de Concepción, Paraguay.[114][115][116]
- El 12 de septiembre - El equipo de contrainsurgencia de las Fuerzas de Tarea Conjunta (FTC) allanó una casa en el departamento de Concepción. Dos presuntos miembros del EPP fueron asesinados en la redada.[117]
- 19 de septiembre de 2014: tres miembros de ACA son asesinados y otros dos heridos en un compromiso con miembros de la Fuerza de Tarea Conjunta Paraguaya.[118]
- 21 de septiembre - Un miembro de ACA muere en una redada de la Fuerza de Tarea Conjunta.
- 26 de noviembre de 2014 - Guerrillas detonan un dispositivo explosivo en una camioneta militar en el área de Cuero Fresco, departamento de Concepción, Paraguay. Dos soldados murieron y al menos otro resultó herido en la explosión. Ningún grupo se atribuyó la responsabilidad del incidente.[119][119][120]
- 29 de diciembre de 2014 - Militantes abrieron fuego contra un vehículo civil en Yby Yaú, Departamento de Concepción. Una persona resultó herida en el ataque. Ningún grupo se atribuyó la responsabilidad del incidente; sin embargo, las fuentes atribuyeron el ataque al Ejército Popular Paraguayo.[121]
- El 30 de diciembre de 2014, el EPP liberó a Arlan Fick, que había sido retenido como rehén desde su secuestro en abril. Se pagó un rescate de $ 500,000 a los insurgentes, y también se distribuyeron $ 50,000 en alimentos a dos comunidades como parte del acuerdo.[122]

### 2015
- El 5 de enero, Albino Jara Larrea (también conocido como Comandante Milciades León), uno de los líderes de la ACA y un rebelde adolescente con rifles de asalto tipo AK-47 y una bolsa llena de dinero, murió en un tiroteo con las fuerzas de seguridad en la provincia de Concepción.[123]
- 25 de enero, miembros del EPP atacaron y quemaron partes de una granja en Azotey, en el sur del Departamento de Concepción. Nadie resultó herido en el ataque, que fue el segundo incidente de ese tipo en el mismo lugar en menos de un mes. En una nota escrita a mano que quedó en las instalaciones, los guerrilleros exigieron que el propietario de la granja pagara una «multa» de $ 300,000 y distribuye carne de res gratis a las comunidades locales como castigo por la supuesta deforestación antes del 6 de febrero, insistiendo en que «la naturaleza no es nuestra; solo se la tomó prestada de generaciones futuras».[124][125]
- 30 de enero Las autoridades descubrieron los cuerpos acribillados a balazos de una pareja  alemana que había sido secuestrada el día anterior junto con cuatro trabajadores locales de una granja en Yby Yaú, departamento de Concepción, adyacente al atacado unos días antes. Ambos ciudadanos alemanes habían estado viviendo en el rancho durante más de 30 años.[126]
- El 24 de marzo, la policía descubrió los cuerpos de tres trabajadores agrícolas en el rancho Alegría, municipio de Tacuatí. Una nota firmada por el PPE que se dejó al lado de los cadáveres advirtió a los agricultores contra el uso de pesticidas y la posesión de armas. Un fiscal del gobierno declaró que los ganaderos fueron asesinados a pesar de cumplir con las demandas.[127]
- 12 de julio, militantes del EPP atacaron y mataron a dos policías. Otro oficial murió en un ataque separado tres días después.[128]
- El 17 de julio, militantes del PPE mataron a tres policías cerca de la ubicación del ataque del 12 de julio.[129]
- En el curso de las redadas en noviembre de 2015, las fuerzas de seguridad paraguayas mataron a cuatro militantes de la ACA, incluidos Alfredo Jara Larrea y otros dos comandantes del grupo.[130]
- 18 de diciembre, durante una operación del ejército, un granjero civil fue asesinado a tiros cerca de Kuruzu de Hierro en el Departamento de Concepción después de que los soldados supuestamente lo confundieron con un miembro del PPE. En enero de 2016, su viuda solicitó una investigación oficial del incidente, con la ayuda de la ONG paraguaya Serpaj-Py.[131]

### 2016
- 17 mayo - El nuevo líder de ACA, Idilio Morínigo, fue asesinado por las fuerzas de seguridad.[132][133]
- 27 de julio - Guerrilleros atacaron una granja ~ 340 km al norte de la capital, Asunción, quemaron un tractor y un camión y secuestraron a Franz Wiebe Boschman, un menonita de ascendencia alemana. El EPP más tarde se atribuyó la responsabilidad del ataque y exigió un rescate de $ 700,000 dentro de los 15 días para liberar al hombre. Wiebe Boschman fue finalmente liberado por el grupo el 25 de febrero de 2017.[134][135]
- 27 agosto Guerrilleros emboscó a una patrulla móvil militar paraguaya, que viajaba por un camino de tierra, detonado un Dispositivo explosivo y atacando con rifles FN FAL. El incidente tuvo lugar cerca de la aldea Arroyito, al oeste de Concepción. Los asaltantes mataron a un total de ocho soldados, uno de ellos un oficial y el resto suboficial s. Los insurgentes robaron sus Carabina M4 equipadas con alcances y lanzagranadas, una ametralladora ligera y 1.500 rondas de municiones. Este fue el ataque EPP más mortal hasta la fecha.[136][137][138][139]
- A finales de 2016, la ACA había sido destruida en gran medida por las fuerzas de seguridad paraguayas, y todos sus líderes fueron asesinados.

### 2017
- El 10 de enero, presuntos miembros del PPE entraron a una casa en San Pedro y atacaron a dos hermanos menonitas en un posible intento fallido de secuestro, hiriendo a uno de ellos.[140]
- El 6 de abril, militantes del Ejército Popular Paraguayo mataron a tiros a un guardia de seguridad en un rancho del departamento de Concepción, en una campaña de asesinato dirigida a guardias de seguridad privados en zonas rurales.[141]
- El 27 de abril, otro guardia de seguridad fue asesinado en un rancho en el departamento de Concepción.[142]

### 2018
- El 12 de enero, Abraham Fehr, un agricultor menonita, secuestrado por el PPE en 2015, fue encontrado muerto en el departamento de San Pedro, al norte de Paraguay.[143]
- 31 de enero Un enfrentamiento entre miembros de las fuerzas de seguridad y guerrilleros del EML fuer reportado en Arroyito, Concepción. Se cree que algunos miembros fueron heridos.[144]
- 5 de febrero, el EPP liberó a dos campesinos menonitas que habían sido secuestrados durante más de cinco meses por la guerrilla.[145]
- 7 de abril Un policía y un soldado resultaron heridos durante un ataque armado aparte de militantes del EPP en Arroyito, departamento de Concepción. El ataque tuvo lugar días antes de las elecciones nacionales.[146]
- Del 9 al 11 de abril, se informó de una serie de tiroteos entre guerrilleros y fuerzas de seguridad en el municipio de Arroyito Paraguay. El 12 de abril, los militantes escaparon al asedio y el ejército capturó un campamento guerrillero. Esta operación fue duramente criticada por la falta de resultados y la gran movilización del ejército y las fuerzas de la FTC.[147][148][149]
- 5 de mayo, un soldado perteneciente a la FTC se suicidó en las instalaciones del destacamento.[150]
- 18 de julio, una mujer fue abatida a tiros y otro civil resultó herido en un ataque en el municipio de Tacuara, municipio de Arroyito. La mujer se había asociado con ACA.[151][152]
- 27 de julio, un tiroteo entre miembros del Ejército Popular Paraguayo y la Fuerza de Tarea Conjunta en Arroyito, Paraguay. Las autoridades encontraron un campamento improvisado, equipo táctico y rastros de sangre, por lo que se sospecha que algunos militantes resultaron heridos en el ataque.[153]
- El 22 de agosto, un tiroteo entre soldados dejó dos soldados heridos y uno muerto. Más tarde se demostró que el soldado que inició el tiroteo estaba bajo la influencia del alcohol.[154][155]
- 5 de septiembre El líder del EPP Alcides Osmar Oviedo Brítez se enfrentará a un juicio oral y público, por ser el principal sospechoso del secuestro del joven Arlan Fick, que se había registrado el 2 de abril de 2014. También el 25 de septiembre Zunilda Jara Larrea y Juan Morínigo, miembros del grupo armado desaparecido que se hacen llamar Agrupación Campesina Armada (ACA), enfrentarán un juicio oral y público, luego del ataque contra los militares registrado el 27 de agosto de 2016 en Arroyito, Departamento de Concepción.[156][157]
- 19 de noviembre, miembros del Ejército Popular paraguayo secuestraron a un agricultor brasileño y luego lo mataron a tiros en el departamento de San Pedro.[158][159]
- 8 de diciembre, miembros del PPE atacaron una granja en San Vicente Pancholo, cerca del general Isidoro Resquín Departamento de San Pedro. Los atacantes quemaron tres aviones de fumigación, un tractor y un camión pertenecientes a una empresa local agropecuaria, no se reportaron heridos.[160]

### 2019
- 21 de abril, cinco militantes armados de la ACA reconstituida, cuatro hombres y una mujer vestidos con uniforme de camuflaje, atacaron un rancho en el departamento de Concepción, incendiando varios vehículos pesados, entre ellos dos camionetas, un carro, una excavadora y un tractor. No se informaron víctimas.[161][162]
- 8 de julio, un grupo de 20 militantes, cinco de ellos aborígenes y liderados por el líder del EPP, Osvaldo Daniel Villalba Ayala, asaltaron e incendiaron el rancho Ñandú’i, en el departamento Departamento de Amambay. El gerente brasileño del rancho fue asesinado.[163][164]

### 2020
- El 12 de junio, un miembro de la ACA murió en un tiroteo con fuerzas contrainsurgentes de la FTC en Loreto.[165]
- El 2 de septiembre, el Ejército paraguayo lanzó un asalto a un gran campamento del EPP cerca de Yby Yaú, 70 km al noreste de Concepción, matando a varios militantes, entre ellos dos adolescentes mujeres, ambas residentes en Argentina. Una docena de miembros del EPP huyeron a la selva. Los soldados paraguayos confiscaron varias armas y equipos. Un oficial paraguayo resultó herido.[166][167] Más tarde se supo que los dos adolescentes asesinados eran en realidad primos de 11 años que habían viajado desde Argentina a Paraguay para pasar tiempo con sus padres, que eran miembros del EPP.[168]
- El 9 de septiembre, el gobierno paraguayo confirmó que el exvicepresidente Óscar Denis y uno de sus empleados fueron secuestrados por miembros del EPP no lejos del sitio del campamento guerrillero asaltado por el ejército la semana anterior. La camioneta que conducían los dos hombres fue encontrada abandonada y con volantes de propaganda desparramados.[169] Autoridades creyeron que el secuestro fue una represalia del EPP por la muerte de las niñas argentinas de 11 años la semana antes.[168]
- 24 de noviembre cayeron abatidos 3 miembros del epp en cerro guazú se confirmó que se trataban de Lucio Silvia, Esteban Marín López y Rodrigo Arguello estos dos últimos estuvieron involucrados en el secuestro del ex visepresidente Oscar Denis[cita requerida]

### 2021
- A fines de junio, cuatro miembros fuertemente armados de la ACA secuestraron a Jorge Ríos Barreto, el hijo de 24 años de un dueño de una finca en el departamento de Concepción, dejando una nota de rescate de $200,000. El 3 de julio, el cuerpo de Ríos fue encontrado en la orilla de un río cercano con un agujero de bala en el cuello.[170]
- El 29 de julio, militantes del EPP atacaron con una bomba un convoy de la FTC en San Pedro, matando a tres sargentos.[171]

### 2022
- El 27 de abril una mina presuntamente dejada por miembros del EPP estalla destruyendo un vehículo militar del CODI y dejando 3 militares heridos del FTC.[172]
- En octubre de 2022, se produce un enfrentamiento en una zona cercana a la frontera con Brasil, en Cerro Guazú, Amambay, donde murieron 5 personas y una resultó herida; entre los muertos se menciona el éxito histórico de acabar con la vida de Osvaldo Villalba, líder actual del EPP en ese momento. Tras el combate la guerrilla del EPP permanece «desaparecida» hasta el momento.[173][174]
- En noviembre una persona pierde la vida tras una pelea con armas blancas; el caído se sospecha que es un miembro de ACA, también se informó de la detención de un brazo logístico del EPP.[175]

### 2024
Una rama del EPP es identificada en Argentina, siendo conformada por simpatizantes y miembros de la familia Villalba (hermanos), catalogados como refugiados políticos años antes por «persecución política». 
Con el ascenso del gobierno de Javier Milei, el clan Villalba pierde su estatus de refugiados políticos. El 28 de noviembre de 2024, se da a conocer que el clan Villalba escapó a Venezuela. Mientras, el gobierno paraguayo admitió que no se puede contar con la ayuda del régimen de Nicolás Maduro.

## Bajas
| Año  | Muertos | Heridos | Año       | Muertos | Heridos |
| ---- | ------- | ------- | --------- | ------- | ------- |
| 2005 | 2       | 0       | 2014      | 9       | 7       |
| 2008 | 0       | 2       | 2015      | 18      |         |
| 2009 | 0       | 2       | 2016      | 9       |         |
| 2010 | 11      | 0       | 2017      | 2       | 1       |
| 2011 | 6       | 5       | 2018      | 3       | +3      |
| 2012 | 1       | 1       | 2019      | 12+     |         |
| 2013 | 0       | 16      | 2020-2023 | 33      |         |

Desde 2008 hasta el verano de 2014, la campaña del EPP resultó en alrededor de 50 muertos en total, la mayoría de ellos rancheros locales, guardias de seguridad privada y policías, junto con varios insurgentes. Durante ese mismo período el grupo perpetró 28 secuestros extorsionadores y un total de 85 «actos violentos». En 2015, el conflicto escaló hasta convertirse en el año más mortífero del conflicto, con 18 muertes reportadas. 9 fueron reportados en 2016 y 2 en 2017.
Según el Proyecto de Datos de Eventos y Ubicación de Conflictos Armados (ACLED, por sus siglas en inglés) en Paraguay hubo entre enero de 2020 y el presente en junio de 2023: 33 muertos registrados en «combates armados», en el mismo tiempo también registra un total de: 102 muertos en diferentes actos sumados como, «violencia entre civiles, disturbios y detonaciones de explosivos».
Paraguay también mantiene un alto índice de homicidios, teniendo en el año 2020 alrededor de 481 homicidios, en 2021 lo superó con alrededor de 525 homicidios, y en 2022 registró 512 homicidios para un total de más de 1500 afectados. Entre los homicidios figuran muertes por enfrentamientos armados y sicariatos, así como otros que no tienen mucho que ver con el conflicto armado narco-guerrillero.